# Челюскін (мис)
77°43′0″ пн. ш. 104°18′0″ сх. д. / 77.71667° пн. ш. 104.30000° сх. д.
Челюскін (мис Східно-Північний, мис Челюскіна) — північний край (мис) півострова Таймир і найпівнічніша материкова точка Євразії. Координати: 77°43′ пн. ш. 104°18′ сх. д. / 77.717° пн. ш. 104.300° сх. д..

## Історія дослідження і освоєння
Досягнутий уперше учасником 2-ї Камчатської (Великої Північної) експедиції штурманом Семеном Челюскіним разом з козаками Фофановим і Гороховим у 1742 році (у «Нарисах з історії географічних відкриттів» супутники Челюскіна названі солдатами Антоном Фофановим і Андрієм Праховим). До 100-річчя експедиції мис був перейменований Російським географічним товариством з мису Східно-Північний на мис Челюскін.
У 1878 році мис Челюскін відвідав шведський дослідник Арктики Норденшельд, а в 1893 — норвезький дослідник Нансен зміг першим обігнути його.
У 1932 році експедицією Арктичного Інституту під керівництвом Рудольфа Самойловича на криголамі «Семен Дежньов» на мисі Челюскін споруджена полярна станція. Другу зимівлю очолив Іван Папанін, розширивши станцію до обсерваторії.
На сьогодні станція називається радіометеорологічним центром, де зимують від 8 до 10 осіб. Побудовано ряд житлових будівель і наукових павільйонів. Частина будівель закинуті і не експлуатуються. Тут розташований і найпівнічніший аеродром континентальної Євразії «Мис Челюскін», який обслуговується Хатангським об'єднаним авіапідприємством. Від аеродрому залишився лише вертолітний майданчик, який обслуговується військовими.

## Географія
Мис Челюскіна розташований на півночі півострова Таймир (Таймирський Долгано-Ненецький район, Красноярський край, Росія) і омивається протокою Вількицького. До найближчого берега острова Більшовик — 53 км. Глибина вод біля мису до 10 метрів. Висота суші менше 10 метрів, берег обривистий. Із заходу мис омиває бухта Спартак.

### Клімат
Клімат мису Челюскіна — арктичний, дуже суворий. Середня температура липня і серпня (найтепліших місяців) становить +1 °C, а середній мінімум завжди нижче нуля.
Зима дуже сувора і тривала. Сніг лежить 10-11 місяців на рік (і може лежати протягом усього року, тобто до наступної зими торішній сніг не встигає розтанути). Найхолодніший місяць — лютий, середня температура якого −39.3 °C (у січні −35.4 °C) і абсолютний мінімум температури −52 °C (у січні −49 °C). Кліматична зима триває трохи більше одинадцяти з половиною місяців, середня температура липня на мисі −0.1 °C.
У червні на мисі Челюскін найхолодніша погода в Північній півкулі. Його середньомісячна і мінімальна температура (-3.8 °C та −18 °C відповідно) на мисі найнижча в Північній півкулі. На другому місці за цим показником є Діксон, також розташований на півострові Таймир, але південніше і західніше, де середня і найнижча в цьому місяці температура приблизно на 0,5-0,7 °C вище: −3,3 °C і −17,3 °C відповідно.
Полярний день на паралелі, на якій лежить метеорологічна станція і мис, триває 125 діб, з 21 квітня по 23 серпня, 4 місяці і 1 добу, полярна ніч триває 109 діб, 3 місяці і 21 добу, з 29 жовтня по 14 лютого. Зміна дня і ночі відбувається 132 дні, 66 діб з 15 лютого по 20 квітня і з 24 серпня по 28 жовтня, при цьому навігаційна полярна ніч, коли висота сонця в істинний полудень знаходиться в межах від −6° до −12°, триває з 15 листопада по 28 січня, всього 75 діб, з 29 жовтня по 14 листопада і з 29 січня до 14 лютого, хоча сонце і не сходить, але освітлення у момент верхньої кульмінації світила схоже з білою ніччю, і в цей період в істинний полудень при ясній погоді можна писати і читати без додаткового освітлення.
З листопада по березень відлиги відсутні, у січні — одиничний випадок. Сутінкові, неповні ночі, коли сонце не знаходиться нижче −18 градусів, тривають з 6 березня по 8 жовтня. Із середини лютого до другої декади липня відбувається підвищення температури, з останніх днів липня по кінець грудня — зниження. Найшвидше зниження температури відбувається в кінці жовтня, найшвидше підвищення — у третій декаді квітня.
| Клімат мису Челюскін                                                                                         | Клімат мису Челюскін | Клімат мису Челюскін | Клімат мису Челюскін | Клімат мису Челюскін | Клімат мису Челюскін | Клімат мису Челюскін | Клімат мису Челюскін | Клімат мису Челюскін | Клімат мису Челюскін | Клімат мису Челюскін | Клімат мису Челюскін | Клімат мису Челюскін | Клімат мису Челюскін |
| Показник | Січ.                 | Лют.                 | Бер.                 | Квіт.                | Трав.                | Черв.                | Лип.                 | Серп.                | Вер.                 | Жовт.                | Лист.                | Груд.                | Рік                  |
| Абсолютний максимум, °C                                                                                      | 0,3                  | −0,5                 | −0,4                 | 6,3                  | 8,2                  | 15,6                 | 23,3                 | 21,6                 | 13,4                 | 5,4                  | 0,2                  | −0,6                 | 23,3                 |
| Середній максимум, °C                                                                                        | −25                  | −25,3                | −23,5                | −17,1                | −7,5                 | 0,3                  | 3,5                  | 3,0                  | −0,8                 | −8,8                 | −17,6                | −22,9                | −11,8                |
| Середня температура, °C                                                                                      | −28,2                | −28,4                | −27                  | −20,5                | −9,9                 | −1,3                 | 1,4                  | 1,0                  | −2,6                 | −11,4                | −20,7                | −25,9                | −14,5                |
| Середній мінімум, °C                                                                                         | −31,6                | −31,6                | −30,2                | −23,6                | −12,3                | −2,8                 | −0,1                 | −0,5                 | −4,4                 | −14,4                | −24                  | −29                  | −17                  |
| Абсолютний мінімум, °C                                                                                       | −48,8                | −45,8                | −45,9                | −41,7                | −28,9                | −18                  | −5,6                 | −9                   | −21,2                | −33,6                | −41,9                | −45,6                | −48,8                |
| Середня кількість сонячних годин на місяць                                                                   | 0,0                  | 4,0                  | 113,0                | 252,0                | 216,0                | 145,0                | 161,0                | 95,0                 | 43,0                 | 15,0                 | 0,0                  | 0,0                  | 1044,0               |
| Норма опадів, мм                                                                                             | 14                   | 13                   | 13                   | 12                   | 14                   | 14                   | 26                   | 30                   | 23                   | 23                   | 12                   | 11                   | 205                  |
| Днів з дощем                                                                                                 | 0                    | 0                    | 0                    | 0                    | 0                    | 3                    | 10                   | 9                    | 3                    | 0,1                  | 0                    | 0                    | 25                   |
| Днів зі снігом                                                                                               | 16                   | 15                   | 16                   | 15                   | 22                   | 11                   | 4                    | 7                    | 16                   | 25                   | 21                   | 17                   | 185                  |
| Вологість повітря, %                                                                                         | 83                   | 83                   | 82                   | 84                   | 86                   | 90                   | 93                   | 94                   | 91                   | 86                   | 84                   | 83                   | 87                   |
| Середньомісячна швидкість вітру, м/с                                                                         | 6.2                  | 6.2                  | 5.7                  | 6.1                  | 5.6                  | 5.7                  | 5.6                  | 5.6                  | 5.8                  | 6.1                  | 5.8                  | 5.9                  | 5.9                  |
| --- | -------------------- | -------------------- | -------------------- | -------------------- | -------------------- | -------------------- | -------------------- | -------------------- | -------------------- | -------------------- | -------------------- | -------------------- | -------------------- |
| Джерело: Погода и Климат, National Oceanic and Atmospheric Administration (годин сонячного сяйва, 1961—1990) |                      |                      |                      |                      |                      |                      |                      |                      |                      |                      |                      |                      |                      |